# 小行星2126
小行星2126（2126 Gerasimovich）是一颗绕太阳运转的小行星，为主小行星带小行星。该小行星于1970年8月30日发现。
該小行星以蘇聯天文學家鮑里斯·格拉西莫維奇命名。

## 轨道参数
小行星2126的轨道半长轴为2.3895382 UA，离心率为0.12。